# Buddhizmus Costa Ricában
A buddhizmus Costa Ricában kisebbségi vallásnak számít, így is több a gyakorló buddhisták száma, mint a többi közép-amerikai országban – 100 000 fő, amely a teljes lakosság mintegy 2,34%-a. Eredetileg a buddhizmus a kínai bevándorlókkal érkezett az ország területére a 19. század elején, majd az értelmiség mutatott érdeklődést a keleti vallások, köztük a buddhizmus felé az 1970-es években. Costa Ricában újabban a buddhizmushoz hozzá tartoznak az új buddhista irányzatok is, mint például a japán Szóka Gakkai. A buddhizmus erősödéséhez hozzájárult a domináns vallással, a katolicizmussal szembeni megnövekedett elégedetlenség. Az elpártolók közül sokan szárnyaltak át a protestáns irányzathoz, de akadtak sokan, akik ateisták, agonsztikusak illetve szabad gondolkodók lettek. A legutóbbi csoport mutatott legerősebb fogékonyságot a meditációra és a keleti filozófiákra.

## Tibeti buddhizmus
Costa Ricában működnek tibeti buddhista központok, amelyek közül a legjelentősebb az Tibeti-Costa-Ricai Kulturális Szövetség (Asociación Cultural Tibetano-Costarricense), amelyet 1989-ben alapítottak, a 14. dalai láma dél-amerikai látogatása után. 2004-ben a tibeti spirituális vezető ismét ellátogatott Costa Ricába. Előadásokat is tartott, például a Costa Ricai Egyetemen.
Létezik egy gyémánt út buddhista központ is a fővárosban (karma kagyü vonal).

## Zen buddhizmus
Működik Santo Domingóban egy Zen-ház nevű buddhista központ.